# Wayfair
Wayfair Inc., tidigare CSN Stores, är ett amerikanskt multinationellt e-handelsföretag tillika IT-företag som säljer mer än 18 miljoner produkter från fler än 12 000 leverantörer världen över. Wayfair har verksamheter i Hong Kong, Irland, Kanada, Storbritannien, Tyskland och USA.
Företaget grundades 2002 som CSN Stores av Steve Conine och Niraj Shah, de två träffades först som high school-elever när de hade sommarskola vid Cornell University och sen igen när de båda började studera vid universitetet. I augusti 2008 började man expandera internationellt när man öppnade upp verksamhet i grannlandet Kanada. 2011 bytte företaget namn till det nuvarande, namnet bestämdes av ett varumärkesföretag på uppdrag av Conine och Shah. I oktober 2014 blev man ett publikt aktiebolag när företagets aktier började handlas på New York Stock Exchange (NYSE).
För 2019 hade Wayfair en omsättning på mer än 9,1 miljarder amerikanska dollar och en personalstyrka på 16 985 anställda. Deras huvudkontor ligger i Boston i Massachusetts.